# Ludo Dierckxsens
Ludo Dierckxens (Geel,  14 de octubre de 1964-Buggenhout, 29 de mayo de 2025) fue un ciclista belga.

## Carrera
Se hizo profesional en 1994, a pesar de tener 29 años. Gracias a su victoria en el Gran Premio de Denain en 1997, fue reclutado por el equipo Lotto con el cual ha obtenido numerosos puestos de honor gracias a su comportamiento ofensivo. Destacar su tercer puesto en la Vattenfall Cyclassics, 4.º en el Grand Prix E3, 2.º en el Gran Premio de Plouay o 11.º de la París-Roubaix. Termina la temporada con una victoria en solitario en la París-Bourges.
El equipo italiano Lampre-Farnese Vini le ficha en 1999. Es en este año donde consigue sus mayores éxitos: el Campeonato de Bélgica en Ruta y la más importante y de nuevo en solitario, una etapa del Tour de Francia. Tuvo que retirarse del Tour unos días más tarde después de que los comisarios antidopaje descubrieran que había usado un medicamento a base de corticoides para el tratamiento de una rodilla dos meses antes. Fue suspendido seis meses por la federación belga.
Los siguientes años, Dierckxsens se posicionó bien en muchas carreras, pero sin ganar. Ganó su última carrera profesional en la Vuelta a Austria, antes de retirarse a finales de 2005.
Desde 2006 tuvo una tienda de bicicletas en Geel.[cita requerida]

## Palmarés
1997
- Gran Premio de Denain
- Zellik-Galmaarden
- 2.º en el Campeonato de Bélgica en Ruta

1998
- París-Bourges

1999
- Campeonato de Bélgica en Ruta
- 1 etapa del Tour de Francia

2002
- 3.º en el Campeonato de Bélgica Contrarreloj

2003
- Gran Premio Ouverture la Marsellesa

2004
- 1 etapa de la Vuelta a Austria

## Resultados en Grandes Vueltas y Campeonatos del Mundo
| Carrera         | Carrera         | 1994 | 1995 | 1996 | 1997 | 1998 | 1999 | 2000 | 2001 | 2002  | 2003 | 2004 | 2005 |
| --------------- | --------------- | ---- | ---- | ---- | ---- | ---- | ---- | ---- | ---- | ----- | ---- | ---- | ---- |
|                 | Giro de Italia  | —    | —    | —    | —    | —    | —    | Ab.  | —    | —     | —    | —    | —    |
|                 | Tour de Francia | —    | —    | —    | —    | —    | Ab.  | —    | Ab.  | 108.º | —    | —    | —    |
|                 | Vuelta a España | —    | —    | —    | —    | 34.º | —    | —    | —    | —     | —    | —    | —    |
| Mundial en Ruta | Mundial en Ruta | —    | —    | —    | Ab.  | 39.º | —    | —    | —    | 51.º  | —    | —    | —    |

―: no participa
Ab.: abandono